# 索拉什特拉邦
索拉什特拉邦是印度的一個已經撤銷的一級行政區，設立於1948年至1956年之間，首府是拉傑果德。1956年，該邦被併入孟買邦。